# Nigerias Sicherheitslage
Die Sicherheitslage in Nigeria gilt trotz der politischen Stabilität als nicht ausreichend. 68 % der Nigerianer fühlen sich laut einer Umfrage des Meinungsforschungsinstitutes NOI-Polls im Mai 2022 in ihrem Land „nicht sicher“. 77 % kennen keine Alarmnummer („helpline“) für Notfälle.
Im Hinblick auf die Morde und Entführungen in Nigeria sagte Bischof Man-Oso Ndagaoso von der Erzdiözese von Kaduna: „Alle sind nervös. Jeder von uns, der Klerus, die Laien, jeder. Die Menschen haben Angst, und das zu Recht. Die Menschen sind traumatisiert, und das zu Recht. In dieser Situation ist niemand irgendwo sicher. Wenn man sein Haus verlässt, selbst tagsüber, ist man nicht sicher, bis man zurückkommt.“ In einer Rede vor dem Europäischen Parlament im Oktober 2022 verglich sein Kollege Chikpa Anagbe von der Diözese Makurdi die Situation mit „einem Dschihad, der viele Namen trägt: Terrorismus, Entführungen, mörderische Hirten, Banditentum und andere Milizen“, und forderte die internationale Gemeinschaft auf, das aufzugeben, was er als „Verschwörung des Schweigens“ zu diesem Thema bezeichnete.

## Kriminalität
Nigerianer befürchten laut obiger Umfrage, beraubt (24 %) oder entführt zu werden (ebenfalls 24 %), Opfer bewaffneter Banditen oder bestohlen zu werden (beide 8 %) oder beim Hirten-Bauern-Konflikt zu Schaden zu kommen (ebenfalls 8 %). Dahinter folgen „rituelle Morde“ (4 %) und „Boko Haram“ (3,5 %). Als aussichtsreiche Gegenmaßnahmen sehen die Befragten „mehr Sicherheitspersonal und besseres Training“ (37 %), „Verminderung der Arbeitslosigkeit“ (13 %) und „Gebete / göttliche Intervention“ (8 %).
Von polizeilicher Seite aus setzt man darauf, Präsenz zu zeigen, z. B. in Zügen und Bahnhöfen. In europäischen Publikationen, wie z. B. im Report West and Central Africa, Autocracies on the Rise der Bertelsmann Stiftung, wird dies mitunter als Einschüchterung der Bevölkerung durch ein autokratisches Regime bewertet; Umfragen unter Nigerianern zeigen jedoch, dass eine Bevölkerungsmehrheit diese polizeilichen Maßnahmen angesichts der bestehenden Bedrohung durch Kriminelle unterstützt bzw. ihre Ausbreitung fordert. Die Bedrohung durch bewaffnete Kriminalität ist Hauptthema der Präsidentenwahl im Februar 2023 und wird nach vorliegenden Prognosen vermutlich zu einem Regierungswechsel führen (Stand September 2022), was die obige Klassifizierung als „Autokratie“ widerlegen würde.

### Raub und Entführung
In Nigeria zählen Entführungen zu den ernsthaftesten Bedrohungen. Zusammen mit „Raub“ gehört dies zu den dringlichsten persönlichen Sicherheitsbedrohungen des durchschnittlichen Nigerianers. Ausländer, die sich für eine Organisation oder für ein Unternehmen in Nigeria aufhalten, sind hier einem besonders hohen Risiko ausgesetzt, da die Kidnapper hoffen, dass diese Organisation/dieses Unternehmen höhere Lösegelder aufbringen kann, als dies bei Privatpersonen der Fall ist.
In der ersten Jahreshälfte von 2021 alleine wurden 3.000 Personen entführt. Wie ernst das Entführungsproblem ist, zeigt die Ermordung des nigerianischen Vloggers Eboh George durch Entführer Oktober 2022. George hatte 46.000 Abonnenten und ist damit eines der bekanntesten Entführungsopfer Nigerias.

### Banditentum
Laut Nigeria Security Tracker des Council on Foreign Relations starben 2012 noch 322 Menschen in Nigeria durch die Hände bewaffneter Banditen. 2021, also neun Jahre später, hatte sich dies auf 3.178 Todesfälle in einem Jahr beinahe verzehnfacht. Dies könnte daran liegen, dass Boko Haram in der gleichen Zeit Auflösungserscheinungen zeigte und einige der ehemaligen Mitstreiter nun das gleiche, schreckliche „Handwerk“ ohne religiöse Verbrämung weiterbetreiben.

### Vorschussbetrug / Romance Scam / Der "nigerianische Prinz"
Weitere bekannte Kriminalitätsformen sind der Vorschussbetrug und der Romance Scam. 2002 wurde deswegen die Regierungsbehörde Economic and Financial Crimes Commission (Kommission für Wirtschafts- und Finanzverbrechen) gegründet, welche zur Aufgabe hat, Formen der Wirtschaftskriminalität wie Vorschussbetrug und Geldwäsche zu bekämpfen und zu ahnden.
2018 wurde der mutmaßliche Drahtzieher der "Nigeria Connection", Michael Neu, festgenommen, der mit einer E-Mail-Betrugsmasche im Namen eines angeblich schwerreichen, aber zwischenzeitlich wenig liquiden nigerianischen Prinzen seit 1989 Tausende allzu gutgläubiger Opfer um ihre Ersparnisse brachte. Ein Foto des Festgenommenen zeigt, dass der "nigerianische Prinz" weder Prinz noch Nigerianer ist, sondern, wie auch sein Name, eher teutonisch und keineswegs adlig wirkt.

### Erdöldiebstahl, unfachmännische Destillation

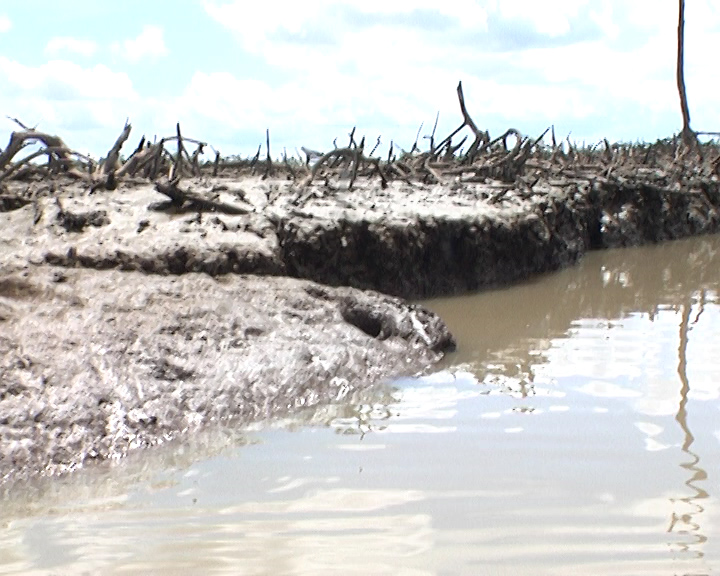
Durch Schweröl vernichteter Mangrovenwald im Nigerdelta

Einheimische im Nigerdelta zapfen die Pipelines zwischen Erdölplattform und Ölhafen mit bescheidenen technischen Mitteln an und destillieren aus dem Erdöl die kommerziell interessanten Komponenten wie Naphtha (Rohbenzin), Diesel und Kerosin (wird in Nigeria mancherorts zum Kochen verwendet) heraus. Beides geschieht amateurhaft und sorgt an sich bereits für eine Belastung der Umwelt, wird aber durch die Erzeugung von Schweröl durch unfachmännische Raffinierung mengenmäßig in den Schatten gestellt.

#### Situation
Nigerias reguläre Raffinerien liegen (Stand Januar 2023) schon seit einigen Jahren wegen Renovierung still bzw. sind noch nicht im Betrieb (Dangote-Raffinerie). Es dürfte darum eigentlich in Nigeria kein Schweröl geben.
Bei den illegalen, von Einheimischen betriebenen Raffinerien, die aus dem gestohlenen Erdöl die in Verbrennungsmotoren und Generatoren brauchbaren, mittleren Kohlenwasserstoffe herausdestillieren, fallen zwangsläufig im kurzkettigen Bereich explosive Gase wie Propan und Butan sowie die längerkettigen Schweröle an. Reguläre Raffinerien cracken dieses Schweröl unter erheblichem technischem Aufwand ("residue fluid cracking") zu Naphtha, Diesel und Kerosin. Bei illegalen Raffinerien fehlen dazu in der Regel Wille und Mittel. Die anfallenden Schweröle werden in großen Mengen (Quellen sprechen von 150.000 Barrel am Tag, dies entspricht der Menge, die in einer größeren Raffinerie pro Tag anfällt und gecrackt wird) in die Mangrovenwälder geleitet und verursachen einen erheblichen Schaden an der Umwelt. Dass die Bewohner des Nigerdeltas damit ihre eigene Lebensgrundlage ruinieren, rechtfertigt ein gewisser Osaja in der Saudigazette vom 27. April 2022 wie folgt: „Ist es nicht besser, in einer verschmutzten Umwelt zu leben, als zu verhungern? Werden Sie etwas riechen, wenn Sie hungrig sind? Wenn der Grund für die Umweltverschmutzung darin besteht, genug Geld für das Leben aller zu erwirtschaften, vergisst man sogar, dass es eine Umweltverschmutzung gibt“. Der Artikel der Saudigazette erwähnt auch die opulente Villa und die davor geparkten Luxussportwagen des besagten Osaja. Das Argument „Hunger“ relativiert sich dadurch.
Im Mai 2010 traten aus einer Pipeline in Akwa Ibom binnen sieben Tagen über 3000 Barrel Öl aus und zerstörten einen der größten Mangrovenwälder der Erde.

#### Schadensersatz
Shell stimmte im Dezember 2022 zu, 15 Millionen Euro Entschädigung an drei nigerianische Bauern und ihre Dörfer im Nigerdelta wegen eines Öl-Lecks im Jahr 2006 zu zahlen. Ein niederländisches Gericht hatte Shell als Mutterkonzern der nigerianischen Shell-Tochter SPDC im Januar 2021 zu einer damals noch nicht betragsmäßig festgelegten Entschädigungszahlung verurteilt. Shell stimmte auch zu, ein Leckerkennungssystem zu installieren, um künftige Ölunfälle zu verhindern.
Das Öl war aus der Installation einer stillgelegten Probebohrung (ein sogenannter „Christmas Tree“) ausgetreten. Techniker der SPDC hatten zwar den Christmas Tree korrekt verschlossen und Handräder davon entfernt. Es war aber weiterhin möglich, mit einem einfachen Schraubenschlüssel („Engländer“) den Ausfluss wieder zu öffnen. Unbekannte taten dies auch und es strömte Erdöl aus, bis einige Monate später SPDC-Techniker den Ausfluss auf gleiche Weise wieder schlossen. Da die SPDC kein Leckerkennungssystem installiert hatte, wurde die Situation lange nicht bemerkt.
Das Gericht gelangte zur Überzeugung, dass Shell fahrlässig in Kauf nahm, dass Unbefugte die stillgelegte Bohrvorrichtung illegal manipulieren und der Umwelt enormen Schaden zufügen könnten. Shell vertrat vor Gericht den Standpunkt, selbst Opfer von Sabotage gewesen zu sein.

### Benzindiebstahl
Beim Diebstahl von Benzin geht es, anders als beim Öldiebstahl, weniger um Umweltaspekte als um die direkte Gefährdung von Menschen. Tankwagen und Benzin-Pipelines werden illegal und unfachmännisch angezapft und es versammelt sich eine Menschenmenge, die aus nicht uneigennützigen Motiven mit Eimern, Töpfen und sonstigen Behältern den Treibstoff auffangen will. Das flüchtige Benzin bildet rasch eine explosive Wolke, die sich zum Beispiel durch winzige statische Entladungen an Polyesterkleidung entzündet. Dabei kommen mitunter Hunderte Menschen um.
Bei einer Explosion einer illegal angezapften Benzin-Pipeline bei Abule Egba am 26. Dezember 2006 kamen etwa 500 Menschen ums Leben, eine Explosion der Iljegun-Pipeline am 16. Mai 2008 forderte etwa 40 Todesopfer.

## Herausforderung durch militante Gruppen

### Boko Haram

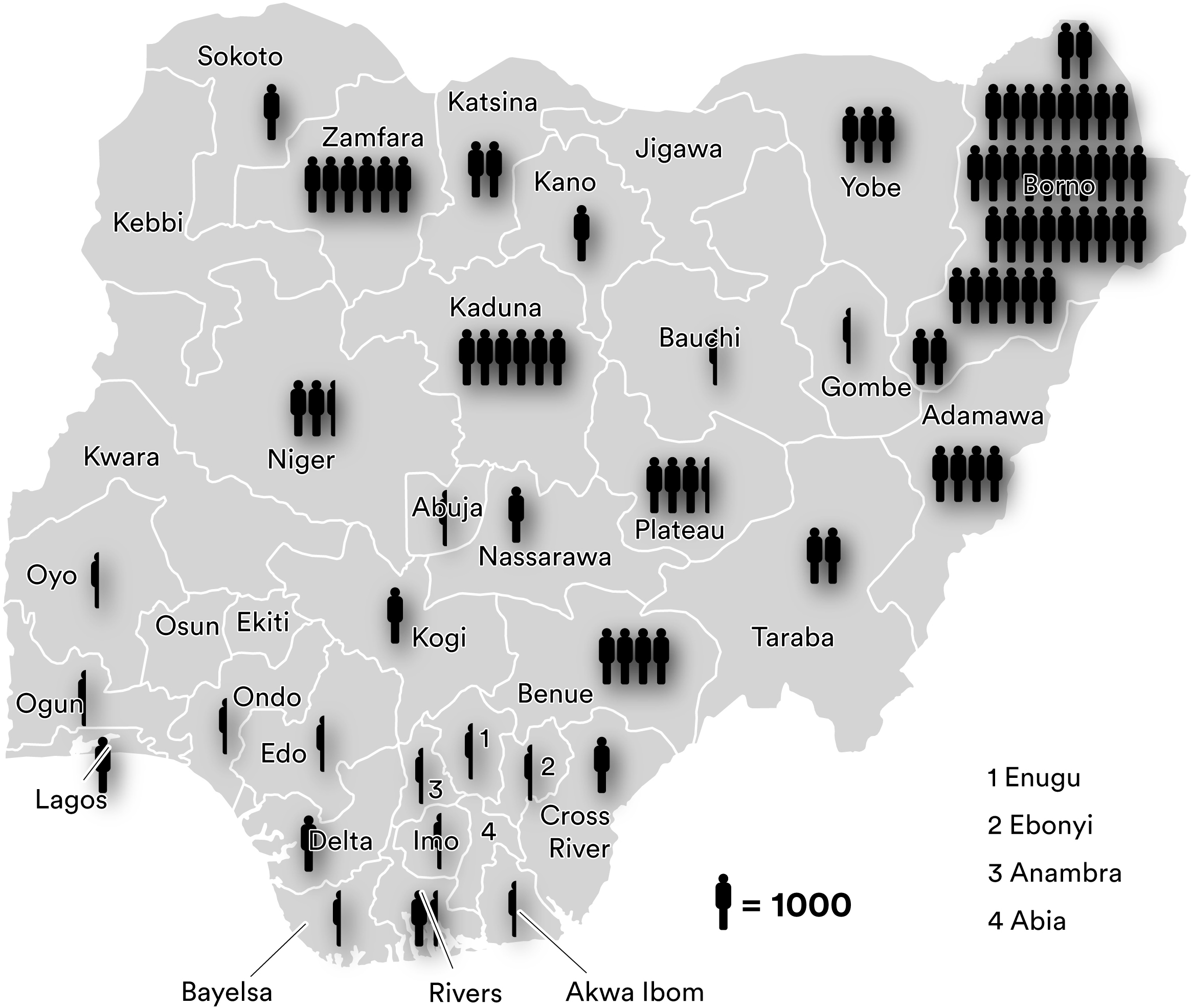
Anschläge von Boko Haram, 2011 bis heute (Stand Okt. 2022), jede Figur steht für 1.000 Tote

Boko Haram ist seit Mitte 2010 für zahlreiche schwere Anschläge mit Tausenden von Todesopfern verantwortlich. 41.600 Menschen mussten in dieser Zeit dem „Nigeria Security Tracker“ des Council on Foreign Relations zufolge ihr Leben lassen (Stand Oktober 2022). Das Flüchtlingshilfswerk der Vereinten Nationen UNHCR zählt dazu etwa 1,8 Millionen Binnenvertriebene und etwa 200.000 nigerianische Flüchtlinge in den Nachbarländern, die vor den Kämpfen im Nordosten Nigerias geflohen sind.
Die von Boko Haram betroffenen Staaten verständigten sich im Februar 2015 auf die Aufstellung einer 8700 Mann starken Multinational Joint Task Force zur gemeinsamen Bekämpfung von Boko Haram. Bis Oktober 2015 konnte Boko Haram aus allen von ihr kontrollierten Städten und aus fast allen Landkreisen im Nordosten Nigerias vertrieben werden. 2016 spaltete sich Boko Haram und im März 2022 ergaben sich 40.000 Kämpfer. Die Splittergruppe ISWAP (Islamischer Staat in Westafrika) bleibt aktiv.

### Polizeigewalt, Selbstjustiz

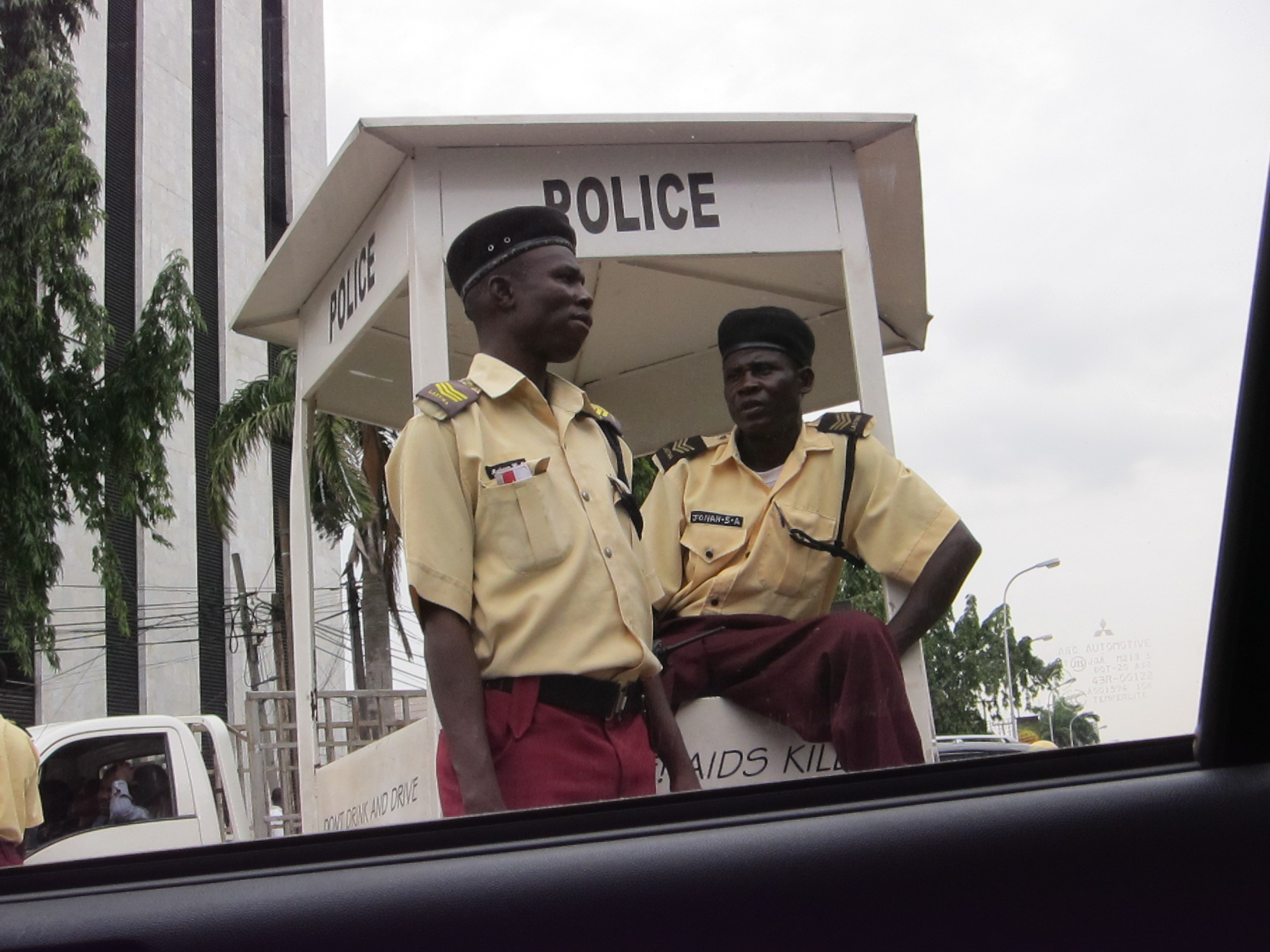
Nigerianische Polizisten (2010)

Der Kampf gegen Boko Haram, andere Sektierer und gegen Kriminelle ging mit zunehmenden Polizeiübergriffen einher. Der „Nigeria Security Tracker“ des Council on Foreign Relations zählte in den ersten 12 Monaten seiner Einrichtung im Mai 2011 1.086 Todesopfer durch Boko Haram-Anschläge und 290 Todesopfer durch Polizeigewalt. Innerhalb von 10 Jahren kehrte sich dies um. In den 12 Monaten nach Oktober 2021 starben laut NST 2.193 Menschen durch Polizeigewalt und 498 durch Boko Haram und ISWAP. Die nigerianische Polizei ist berüchtigt für Selbstjustiz, was auch daran liegen könnte, dass Gefängnisse öfters überfallen und die Insassen befreit werden. Mancher Polizist könnte dies darum eventuell bei einigen Verdächtigen von vornherein ausschließen wollen. Es muss angemerkt werden, dass die meisten Todesopfer von Boko Haram und von Kriminellen Sicherheitskräfte sind. Dies wäre eine weitere Erklärung für die stattfindende Selbstjustiz.
Im Dezember 2022 meldete die Nachrichtenagentur Thomson Reuters anhand von 40 Augenzeugenberichten, dass nigerianische Sicherheitskräfte 13 Jahre lang systematisch Kinder ermordet hätten. Auch wären Zwangsabtreibungen vorgenommen worden. Armeechef Irabor bestritt die Vorwürfe und weigerte sich, diese zu untersuchen.

### Konflikt zwischen Hirten und Bauern
In Zentralnigeria gibt es seit 1998 Konflikte zwischen muslimischen Hausa-Fulani-Hirten und einheimischen christlichen Bauern. Dabei sind die Hirten meistens die Aggressoren. In einzelnen Fällen forderten diese Auseinandersetzungen mehrere hundert Tote. Der Konflikt um Land und Ressourcen nimmt durch die fortschreitende Wüstenbildung in Nordnigeria, das Bevölkerungswachstum und die allgemein angespannte wirtschaftliche Lage zu.

### Militante Gruppen im Nigerdelta
Im Nigerdelta kam es 2016 zu Angriffen auf die Ölinfrastruktur durch militante Gruppen wie die Movement for the Emancipation of the Niger-Delta (MEND), die Niger-Delta People’s Volunteer Force (NDPVF), den Ijaw National Congress (INC) und das Pan Niger Delta Forum (PANDEF).
Die neue Buhari-Regierung verfolgte als Reaktion eine Doppelstrategie von Repression und Verhandlung.
Ende 2016 griff die nigerianische Bundesregierung zu dem Schachzug, den militanten Gruppen einen Vertrag von 4,5 Mrd. Naira (144 Mio. Euro) zur Bewachung der Ölinfrastruktur anzubieten. Die meisten nahmen an. Der Vertrag wurde im August 2022 erneuert, führte aber zu heftigen Auseinandersetzungen der oben genannten Gruppen über die Verteilung der Geldmittel. Repräsentanten sprechen von „Krieg“ – gegeneinander. Die hohe Gewaltbereitschaft und die kleinlichen Animositäten der Anführer sowie die vollständige Abwesenheit sozialer und umweltpolitischer Argumente in dieser Auseinandersetzung lassen befürchten, dass die militanten Gruppen trotz ihrer hochgegriffenen Namen die Verantwortlichkeit für ihre Region und Ethnien abgelegt und sich in den Bereich der Schutzgelderpressung und Selbstbereicherung begeben haben. Jedenfalls werden die Pipelines im Nigerdelta nicht sehr effektiv „bewacht“ – die Verschmutzung des Nigerdeltas mit gestohlenem Erdöl und illegal hergestelltem Schweröl ging auch nach 2016 ungehindert weiter.

### Sonstige militante Bewegungen
Außer Boko Haram und den militanten Gruppen im Nigerdelta haben sich seit 1999 Bürgerwehren, Schutztruppen, Milizen, Geheimbünde und Gangs formiert, die sich teils als ethnische, teils als religiöse, teils als politische Bewegungen verstehen. Manche der genannten Gruppen sind allerdings nicht mehr aktiv oder wurden in den Medien über längere Zeit hinweg nicht mehr erwähnt.
- Im Südwesten der O’odua People’s Congress (OPC)[44];
- im Südosten die Bakassi Boys, die Bewegung für die Verwirklichung eines souveränen Staates Biafra (MASSOB), der Anambra Vigilance Service (AVS), die National Association of Road Transport Owners (NARTO) und die National Union of Road Transport Workers (NURTW);
- an den Universitäten „magische“ Geheimbünde wie die The Black Axe Confraternity[45]
- sowie in den Großstädten eine Vielzahl von Jugendbanden, die allgemein als Area Boys bezeichnet werden.